# Théâtre du Palais-Royal
Théâtre du Palais-Royal (Divadlo Královského paláce) je soukromé divadlo v Paříži. Nachází se v ulici Rue de Montpensier v 1. obvodu. Divadlo bylo založeno již v roce 1641. Původní budova divadla však vyhořela v roce 1781. Současná budova z 18. století je chráněná jako historická památka.

## Historie
Kardinál Richelieu nechal roku 1637 přistavět ke křídlu svého paláce divadlo, aby rozbil monopol divadla v Hôtel de Bourgogne. Divadlo bylo otevřeno v roce 1641. V letech 1662-1673 zde vystupovala Molièrova skupina a italské divadlo.
Po Molièrově smrti se jeho spolupracovník Jean-Baptiste Lully rozhodl umístit zde svou Académie royale de Musique a Molièrova skupina se přemístila do Hôtel de Guénégaud.
Divadlo vyhořelo v roce 1763 do roku 1770 probíhala jeho rekonstrukce. Budova vyhořela znovu 8. června 1781 při požáru, který vznikl během představení Gluckovy opery Orfeus a Eurydika. Původní budova již nebyla obnovena.
Současnou budovu postavil v letech 1786-1790 architekt Victor Louis při výstavbě galerie v Palais-Royal z iniciativy Ludvíka Filipa II. Orleánského. V roce 1830 ji přestavěl architekt Louis Regnier de Guerchy a v roce 1880 architekt Paul Sédille. Sál vyzdobil ve stylu Ludvíka XV. a doplnil sochami Julese Daloua. Rovněž přistavěl točité bezpečnostní schodiště, které bylo přistavěno k venkovní fasádě, aby nemusela být změněna dispozice interiéru. Divadelní sál má 716 míst.
Fasáda a střechy budovy byly v roce 1930 zapsány na seznam historických památek a od roku 1993 je památkově chráněno celé divadlo.
V roce 2010 založilo 50 soukromých pařížských divadel Spolek pro podporu soukromých divadel (Association pour le soutien du théâtre privé) a Národní svaz ředitelů a provozovatelů soukromých divadel (Syndicat national des directeurs et tourneurs du théâtre privé), jejichž součástí se stalo i Théâtre du Palais Royal.